# Kulesze Kościelne
Kulesze Kościelne – wieś w Polsce położona w województwie podlaskim, w powiecie wysokomazowieckim, w gminie Kulesze Kościelne.
W latach 1954–1972 wieś należała i była siedzibą władz gromady Kulesze Kościelne. W latach 1975–1998 miejscowość administracyjnie należała do województwa łomżyńskiego.

## Historia

### Historia wsi

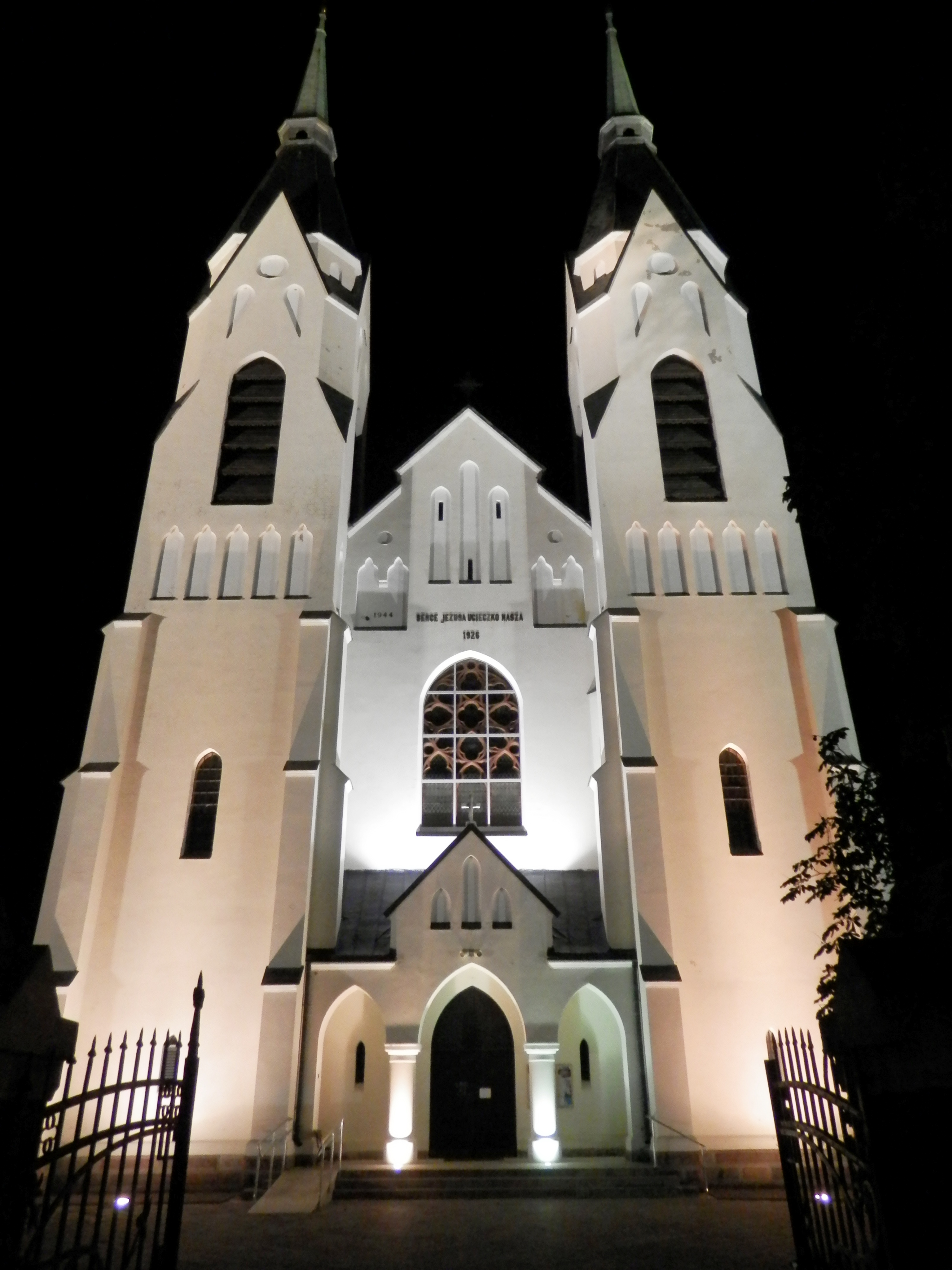
Fronton i wieże miejscowego kościoła parafialnego w nocnej szacie

Pierwotna nazwa miejscowości Rokitnica pochodziła od przepływającej przez wieś rzeczki, dopływu Śliny. Kolejna, Kulesze-Rokitnica, względnie Kulesze-Kursztaki wywodzi się od przydomka założyciela, Kuleszy Kursztaka herbu Ślepowron.
W roku 1421 wzmiankowany Paweł z Kulesz. Dwa lata później wymienia się Piotra, Dziersława i Wacława z Kulesz. Kulesza to niegdyś gęsta potrawa mączna. Miano to stało się też przydomkiem, a potem nazwiskiem rycerzy herbu Ślepowron, którzy osiedlili się tutaj na początku XV wieku. Prawdopodobnie pochodzili z Ziemi ciechanowskiej.
Wieś wymieniona w dokumencie z roku 1431. Jakub Kulesza właścicielem wsi w roku 1447. W posiadaniu Kuleszów do połowy wieku XVII.
W czasie popisu szlachty litewskiej z roku 1528 stawili się z końmi: Matys i Jan Michałowicze, Marcin i Stanisław Jakóbowicze, Jan Marcinowicz i syn jego Mikołaj, Stanisław Michałowicz i Piotr Augustynowicz, dziedzice Kulesz Rokitnicy.
W 1580 roku w Kuleszach Rokitnicy notowano Jana Kuleszę syna Michała, który dziedziczył na 19 włókach ziemi.
Kolejni właściciele (często częściowi):
- Zalewscy Paluchowie, do końca wieku XVIII
- Smólscy
- Milewscy
- Przeździeccy
- Godlewscy[4]

W 1807 r. okolice Kulesz włączono do departamentu augustowskiego i powiatu tykocińskiego. W roku 1815 Kulesze znalazły się w województwie augustowskim, obwodzie łomżyńskim i powiecie tykocińskim. W roku 1827 miejscowość liczyła 8 domów i 33 mieszkańców.
Pod koniec XIX w. Słownik geograficzny Królestwa Polskiego wymienia Kulesze jako okolicę szlachecką w powiecie mazowieckim.
W roku 1883 określona jako wieś włościańska Składały się na nią: kościół i zabudowania plebańskie oraz kilka chat zamieszkałych przez chłopów, poddanych plebańskich. Tu odbywały się lokalne targi.
Na początku wieku XX w Kuleszach osiedlili się Żydzi. Spis powszechny z 1921 r. wykazał 42 domy i 278 mieszkańców. Wśród nich notowano 185 osób wyznania mojżeszowego (177 z nich podało narodowość żydowską), 93 osoby podały wiarę katolicką, mieszkał tu również jeden Rosjanin.
W okresie międzywojennym funkcjonowały tu firmy handlowe i usługowe:
- cieślą był W. Łętowski
- kowalstwem trudnili się: Bajkowski i B. Wajsbort
- istniała piwiarnia W. Kociaka
- sklepy spożywcze należały do: M. Cukrowicza, W. Karlińskiego, M. Kiwajko, A. Lwa, A. Malinowskiego i N. Wróbla
- działały dwa wiatraki: J. Pianko i Franciszka Urbańskiego[5]

### Historia parafii
Parafia erygowana i jednocześnie konsekrowana przez biskupa łuckiego Jana w roku 1493. Pierwszy kościół parafialny pod wezwaniem śś. Bartłomieja, Mikołaja, Doroty, Katarzyny, Pawła Apostoła, Wawrzyńca i Michała Archanioła.

### Historia szkolnictwa

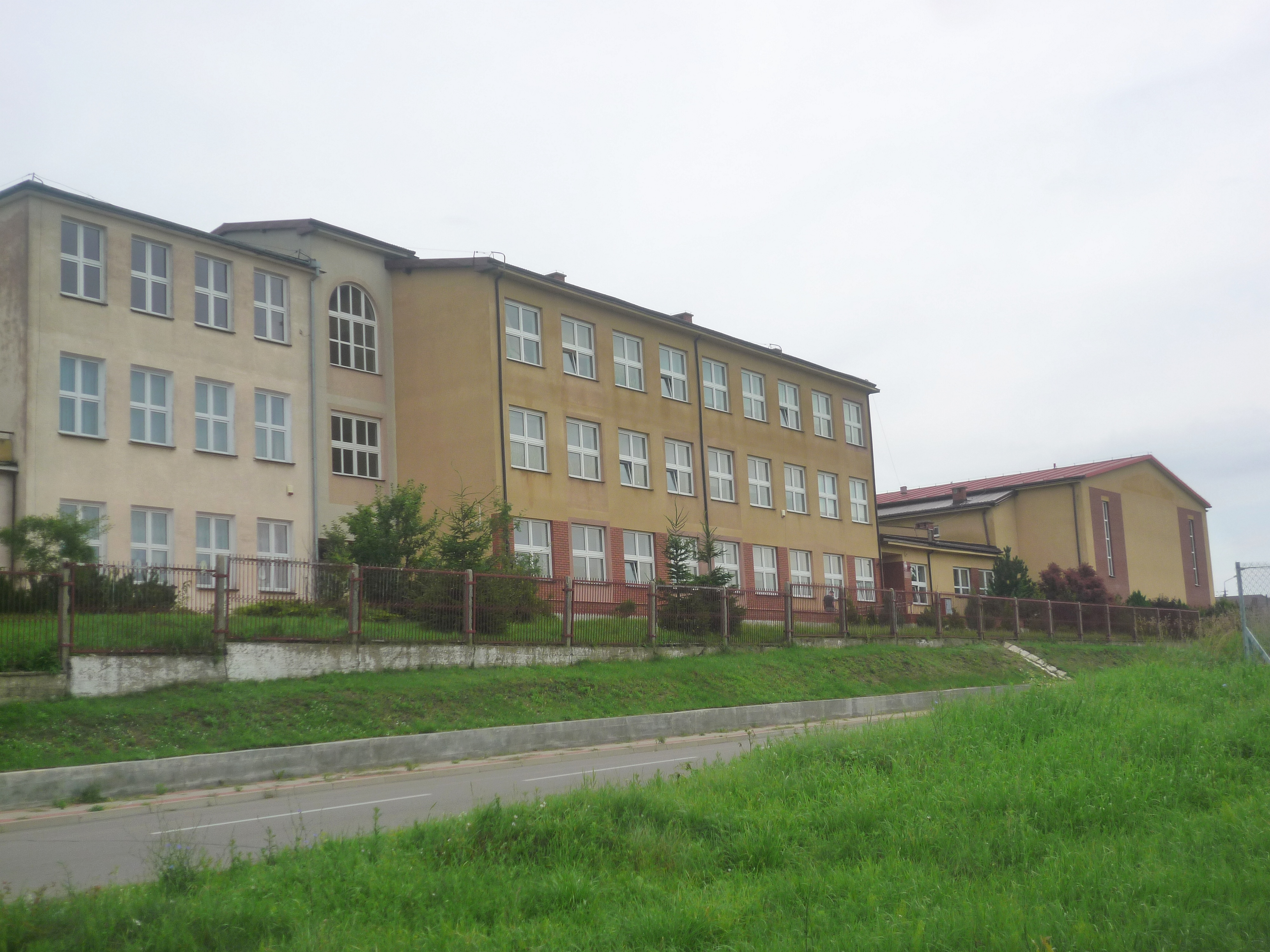
Budynek szkoły podstawowej i gimnazjum w Kuleszach Kościelnych

Dawniej szkoła w Kuleszach była jedynie przy kościele, chodziło do niej kilkadziesiąt dzieci. Carska szkoła powszechna, w której uczono historii Rosji i języka rosyjskiego rozpoczęła działalność po powstaniu styczniowym. Pracował w niej jeden nauczyciel, kilkadziesiąt dzieci przychodziło na dwie zmiany. Nauczyciele: Zygmunt Wojno (1868-1878), Wincenty Lorent (1878-1881), Albin Andruszkiewicz (1881), Teodozjusz Ulejczyk (1881-1882), Wincenty Bartling (1882), Feliks Czajkowski (1883-1890), ksiądz Wojciech Wyszyński (1886-1889), Tomasz Czajkowski (1889-1890), Andrzej Korpusow (1891-1894), Salomon Stanisławowicz (1895-1899), Ignacy Nowakowski (1900-1904), Kazimierz Goryn (1904), Jan Słoksintis (1905-1907), Mikołaj Sidorow (1907), Elżbieta Sokołowska z domu Pawłowa (1908-1909) i Marcin Symonajtis (1911-1914).
W roku 1922 uruchomiono tu polską, dwuklasową szkołę powszechną. Liczyła początkowo 106 uczniów. Rok później przekształcono ją w trzyklasową (170 uczniów). Z roku 1925 pochodzi informacja o nowym budynku szkolnym wybudowanym przez gminę.
W 1930 r. gdy stan szkoły przekroczył 200 uczniów, przekształcono ją w pięcioklasową. Tuż przed II wojną światową uczęszczało do niej prawie 300 dzieci. Nauczyciele: Aleksander Skawski (do 1931 roku), Antonina Prebowa, Teoflin Wnorowski i Aleksander Snarski.

## Obiekty zabytkowe
- Neogotycki kościół parafialny pw. św. Bartłomieja, zbudowany dzięki staraniom księdza Wincentego Jonkajtysa, według projektu Józefa Piusa Dziekońskiego w latach 1911–1915 oraz po przerwie wojennej w 1918–1926[4].
- drewniana plebania zbudowana w roku 1874 staraniem księdza Stanisława Jamiołkowskiego[4].
- murowany budynek z roku 1882, przeznaczony na szpital[4].
- do 2010 r.: drewniana wikarówka z roku 1884, w stylu willi szwajcarskiej, zbudowana również staraniem księdza Stanisława Jamiołkowskiego[4]. Budynek ten został zdemontowany zimą 2010 r. i przewieziony do skansenu w Ciechanowcu.

## Miejscowość współcześnie

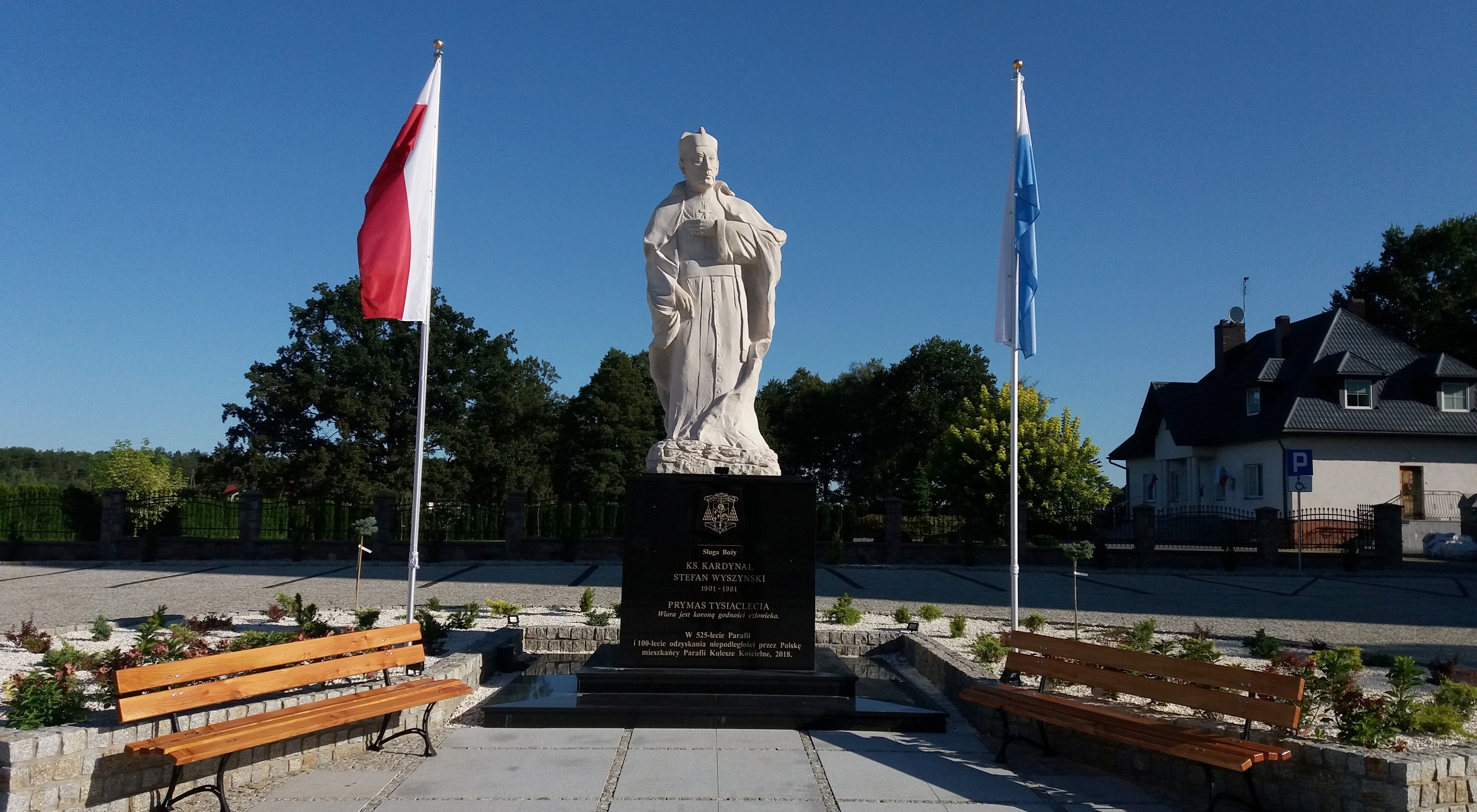
Pomnik prymasa Polski Stefana Wyszyńskiego w Kuleszach

Miejscowość jest siedzibą gminy Kulesze Kościelne, a także parafii Kulesze Kościelne. We wsi znajduje się Szkoła Podstawowa im. Kardynała Stefana Wyszyńskiego, urząd gminy, bank, stacja paliw, markety spożywcze, miejsca rekreacyjne oraz remiza strażacka OSP-KSRG Kulesze Kościelne.
W wyborach parlamentarnych w 2015 r. 83% mieszkańców poparło Prawo i Sprawiedliwość. W wyborach prezydenckich 94% mieszkańców poparło kandydaturę Andrzeja Dudy. W latach 2020 -2024 poparcie dla tej partii politycznej spadło. 

## Transport
Sieć dróg powiatowych i gminnych zapewnia dojazd:
- do drogi ekspresowej S8 przez Kołaki Kościelne lub przez Kobylin-Borzymy
- w kierunku Wysokiego Mazowieckiego do drogi krajowej nr 66
- przez Sokoły do drogi wojewódzkiej nr 671 i dalej do drogi wojewódzkiej nr 678
- przez Czarnowo-Biki i Rutki do drogi S8 i wojewódzkiej 679

Autobusowy transport zbiorowy zapewnia zambrowski oddział PKS Nova SA, przewozy kolejowe wykonuje natomiast Podlaski Zakład POLREGIO.